# Chanowiej
Chanowiej (ros. Хановей) – osiedle w Rosji, w Republice Komi, w okręgu miejskim Workuty. W 2010 liczyło 4 mieszkańców.